# Sandman: Preludios y nocturnos
Sandman: Preludios y nocturnos (en inglés, The Sandman: Preludes & Nocturnes) es la primera novela gráfica de la colección de cómics de The Sandman, creada por Neil Gaiman y publicada por DC Comics.
Está dibujada por Sam Kieth, Mike Dringenberg y Malcolm Jones III; el encargado del color original fue Robbie Busch, si bien más tarde sería recoloreado por Daniel Vozzo; la rotulación original va a cargo de Todd Klein y como en todos los números de la serie original de The Sandman, las portadas son obra de Dave McKean.
La edición original en inglés incluye los números del 1 al 8 de la colección regular. Algunas ediciones españolas llevaron el número 8 al inicio del tomo siguiente, Sandman: La casa de muñecas, mientras que otras ediciones, como ECC Ediciones, lo mantuvieron en Latinoamérica. En estos números aparecen varios personajes invitados de DC Comics, como John Constantine, Scott Free, J'onn J'onzz, Jonathan Crane, Etrigan, o John Dee y también se introduce a Lucifer.
Cronológicamente, se sitúa justo después de Sandman: Obertura, novela gráfica publicada en 2015 y que funciona como precuela de esta. Sin embargo, de acuerdo con las recomendaciones del propio Neil Gaiman, para los nuevos lectores es recomendable comenzar por Preludios y nocturnos, y llegar a Sandman: Obertura al final de todo, después de Sandman: Noches eternas, luego de lo cual se puede volver a releer toda la saga nuevamente, con ideas renovadas de la historia y los personajes.

## Historia editorial
Hasta ahora han sido cuatro editoriales que ha publicado estos cómics de Sandman:
- Ediciones Zinco : En su colección genérica Universo DC, publicaron estos siete cómics de Sandman en los N.ºs 17, 25-27.
- Norma editorial : En su colección Vertigo se publicaron en tomo estos cómics de Sandman en el N.º 93, cuya primera edición data de septiembre de 1999. Este tomo tuvo 3 ediciones de las cuales la última era en cartone. La traducción es exactamente la misma que el de Ediciones Zinco.
- Planeta Deagostini : Estos cómics se publicaron en 4 tomos editando en cada tomo dos cómics. De esta forma en el cuarto tomo se publicó en N.º 8. En esta edición la traducción es diferente a las anteriores ediciones.
- Editorial Televisa : Bajo la línea Vertigo se están publicando la versión deluxe, siguiendo la numeración original, siendo el primer tomo el Libro 1 Titulado Preludios y nocturnos.
- ECC Ediciones.

## Contenido
El contenido de esta novela gráfica varía dependiendo de la editorial.
Las antiguas ediciones españolas incluían lo siguiente:[cita requerida]
- Introducción de Karen Berger;
- Epílogo de Neil Gaiman, de junio de 1991, donde cuenta acerca del comienzo de la serie;
- «Sueños», texto de Lorenzo F. Diaz sobre Sandman.

La edición de ECC Ediciones, por su parte, incluye:
- Introducción de Paul Levitz, de 2006;
- Epílogo de Neil Gaiman, de junio de 1991, donde cuenta acerca del comienzo de la serie;
- Bocetos de la creación del personaje de Morfeo, de Leigh Baulch, Neil Gaiman, Dave McKean y Sam Kieth;
- Biografías breves de Gaiman, Kieth, Dringenberg, Jones III, McKean y Vozzo.

## Títulos
| # | Título                                   | Título original            | Fecha    | Guion  | Dibujo      | Tinta                | Color                          | Rotulación | Portada | Edición   | Edición  | pp. |
| # | Título                                   | Título original            | Fecha    | Guion  | Dibujo      | Tinta                | Color                          | Rotulación | Portada | ejecutiva | asociada | pp. |
| - | ---------------------------------------- | -------------------------- | -------- | ------ | ----------- | -------------------- | ------------------------------ | ---------- | ------- | --------- | -------- | --- |
| 1 | El sueño de los justos                   | Sleep of the Just          | ene 1989 | Gaiman | Kieth       | Dringenberg          | Busch (original) Vozzo (nuevo) | Klein      | McKean  | Berger    | Young    | 40  |
| 2 | Anfitriones imperfectos                  | Imperfect Hosts            | mar 1989 | Gaiman | Kieth       | Dringenberg          | Busch (original) Vozzo (nuevo) | Klein      | McKean  | Berger    | Young    | 24  |
| 3 | Sueña conmigo                            | Dream a Little Dream of Me | mar 1989 | Gaiman | Kieth       | Dringenberg          | Busch (original) Vozzo (nuevo) | Klein      | McKean  | Berger    | Young    | 24  |
| 4 | Una esperanza en el infierno             | A Hope in Hell             | abr 1989 | Gaiman | Kieth       | Dringenberg          | Busch (original) Vozzo (nuevo) | Klein      | McKean  | Berger    | Young    | 24  |
| 5 | Pasajeros                                | Passengers                 | may 1989 | Gaiman | Kieth       | Jones III            | Busch (original) Vozzo (nuevo) | Klein      | McKean  | Berger    | Young    | 24  |
| 6 | 24 horas                                 | 24 Hours                   | jun 1989 | Gaiman | Dringenberg | Jones III Dom Carola | Busch (original) Vozzo (nuevo) | Klein      | McKean  | Berger    | Young    | 24  |
| 7 | Ruido y furia                            | Sound and Fury             | jul 1989 | Gaiman | Dringenberg | Jones III            | Busch (original) Vozzo (nuevo) | Klein      | McKean  | Berger    | Young    | 25  |
| 8 | El son de sus alas El sonido de sus alas | The sound of her wings     | ago 1989 | Gaiman | Dringenberg | Jones III            | Busch (original) Vozzo (nuevo) | Klein      | McKean  | Berger    | Young    | 24  |

En el número 5 se incluye en los créditos además a Jack Kirby, como creador del Sr. Milagro.